# Madame Manet au piano
Madame Manet au piano est un tableau réalisé par le peintre Édouard Manet à la fin des années 1860. L'œuvre représente l'épouse de l'artiste, Suzanne Manet (née Leenhoff). 
L'époux de la jeune femme met en valeur le grand talent que Suzanne avait pour jouer du piano, au point qu'elle put apaiser les derniers jours de Baudelaire en jouant du Wagner.